# ادام ملک (تنیس‌باز)
ادام ملک (انگلیسی: Adam Malik؛ زاده ۱۰ مهٔ ۱۹۶۷) یک تنیس‌باز اهل مالزی است.